# Borralha
Borralha era una freguesia ("parròquia civil") del municipi d'Águeda, districte d'Aveiro, Portugal. Tenia una superfície de 9,6 km² i el 2011 tenia 2.230 habitants.
El 2013 es va fusionar amb Águeda per formar la nova freguesia d'Àgueda e Borralha.

## Llocs d'interés
- Agueiro
- Alteiralto
- Alto do Vale do Grou
- Amaínho
- Brejo
- Candam
- Carrasqueira
- Casais
- Casarão Castinceira
- Catraia
- Chapado
- Horta Velha
- Lomba
- Machuqueira
- Nova Borralha
- Pinheirais
- Redolho
- S. Tiago
- Vale do Forno
- Vista

## Religió
La diòcesi d'Aveiro de l'Església Catòlica Romana portuguesa inclou la parròquia de Borralha com a part de l'arxiprestat d'Àgueda.